# 베링해

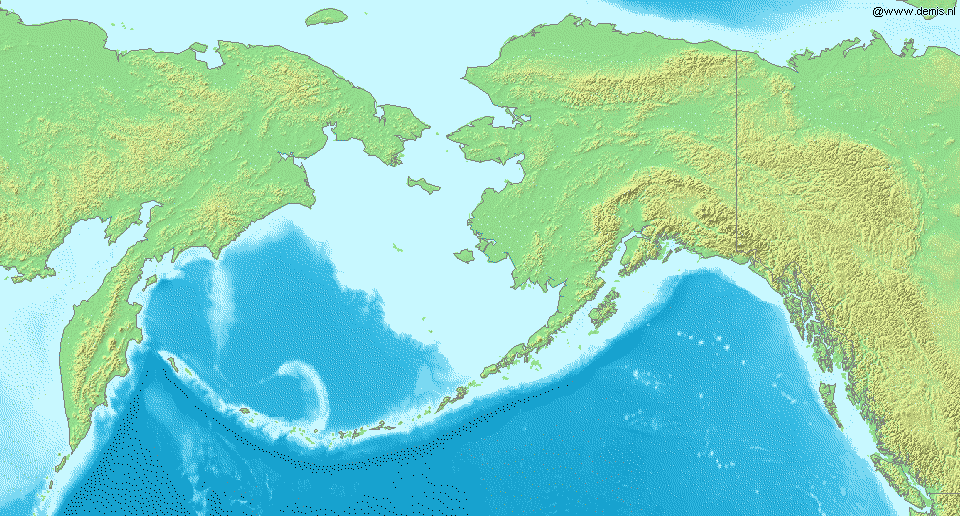
베링 해의 위치

베링해(-海, 문화어: 베링그 해, 러시아어: Берингово море, 영어: Bering Sea)는 태평양의 북쪽 바다이다. 베링 해협을 통해 북극해와도 연결된다. 북쪽과 동쪽은 미국의 알래스카주, 서쪽은 러시아의 시베리아, 남쪽은 알래스카반도와 알류샨 열도로 둘러싸여 있다. 덴마크 출신의 러시아 탐험가 비투스 베링을 따라 이름붙여졌다.

## 베링 해의 섬
- 프리빌로프 제도
- 코만도르스키예 제도
- 세인트로렌스섬
- 디오메드 제도
- 킹섬
- 누니바크섬
- 세인트매튜섬

## 같이 보기
- 브리스틀만
- 알래스카반도